# Raphael Lemkin
Raphael Lemkin, nascido  Rafał Lemkin (24 de junho de 1900 – 28 de agosto de 1959), foi um advogado polonês, de origem judaica,  que emigrou para os Estados Unidos em 1941.
Antes da Segunda Guerra Mundial, Lemkin se interessou pelo Genocídio Armênio e fez campanha na Liga das Nações para banir o que ele chamou de "barbárie" (no sentido de massacre de um povo) e "vandalismo" (com referência à destruição da cultura de um povo). Ficou conhecido por seu trabalho contra o genocídio,  palavra híbrida cunhada por ele, em 1943,  a partir do grego γένος , transl. genos ('família', 'tribo' ou 'raça')  e  do latim -cidĭum ( 'ação de quem mata ou o seu resultado'). Lemkin  usou o termo pela primeira vez em seu livro Axis Rule in Occupied Europe: Laws of Occupation - Analysis of Government - Proposals for Redress, de 1944.

## Juventude e educação
Lemkin nasceu  no vilarejo de  Bezwodne,  que  era,  à época da Rússia Imperial,  parte da Guberniya de Vilna e  atualmente integra o raion de Vawkavysk,  na Bielorrússia). Não se sabe muito sobre a infância de Lemkin. Ele cresceu numa família  polaco-judia  e era um dos três filhos de Joseph e Bella (Pomerantz) Lemkin. Seu pai era um fazendeiro, e sua mãe, uma intelectual: pintora, linguista,  estudante de filosofia e  colecionadora de livros de literatura e história.  Aos 14 anos de idade, sob a influência da mãe, Lemkin  tornou-se fluente em nove línguas, incluindo  francês ,  espanhol, hebraico, iídiche e  russo.[carece de fontes?]
Depois de graduado numa escola local de Białystok,  iniciou seus estudos de linguística na Uniwersytet Jana Kazimierza, em Lwów,  onde começou a se interessar pelo conceito de crime,  que, mais tarde,  ele associaria ao conceito de genocídio,  em grande parte baseado na experiência dos assírios, massacrados no Reino do Iraque em 1933 (Massacre de Simele) , e no Genocídio Armênio,  durante a Primeira Guerra Mundial. Lemkin se transferiu para a Universidade de Heidelberg na Alemanha para estudar filosofia e retornou a Lwów para estudar Direito em 1926, tornando-se posteriormente promotor em Varsóvia.[carece de fontes?]
À época da Invasão da Polônia  (1939),  Lemkin integrou o Exército Polonês e participou da defesa de Varsóvia, durante o cerco à cidade. Foi ferido mas afinal conseguiu fugir do país. Em 1940,  passando através da Lituânia,  chega à Suécia,  onde havia lecionado na Universidade de Estocolmo .  Com a ajuda de amigos,  consegue  permissão para ingressar nos Estados Unidos, onde chegou em  1941 e passou a lecionar na Universidade  Duke . Mudou-se para Washington, DC, em 1942,  passando a trabalhar no Departamento da Guerra  (atual Departamento de Defesa dos Estados Unidos) como analista, ao mesmo tempo em que realizava pesquisa documental sobre as atrocidades cometidas pela Alemanha nazista,  para seu livro Axis Rule in Occupied Europe.
Por  ‘genocídio ', entendemos a destruição de uma nação ou grupo étnico. Essa nova palavra, cunhada pelo autor,  para denotar uma velha prática em seu desenvolvimento moderno, é composta pelo termo grego antigo 'genos' (raça, tribo) e pelo latim '-cídio' (assassinato)…  Em  termos gerais, genocídio não significa necessariamente a imediata destruição de uma nação, exceto quando realizada mediante o assassinato em massa  de todos  os membros de uma nação. Destina-se, em vez disso, a indicar um plano coordenado de diferentes ações, visando a destruição dos fundamentos essenciais da vida de grupos nacionais, com o objetivo de aniquilar esses mesmos grupos. O genocídio é dirigido contra o grupo nacional como  entidade, e as ações envolvidas são dirigidas contra os indivíduos, não em sua capacidade individual, mas como membros do grupo nacional.
Mais tarde, Lemkin integraria o grupo de trabalho  encarregado de preparar os julgamentos de Nuremberg e foi então que conseguiu incluir a palavra 'genocídio'  na acusação contra os líderes nazistas. Todavia, genocídio ainda não era definido como um crime,  de modo que o veredito pronunciado em Nuremberg não fixava jurisprudência aplicável a casos de ataques contra grupos étnicos em tempos de paz mas apenas para crimes cometidos  num contexto de guerra.
Ao voltar da Europa, ele estava determinado a ver o conceito de genocídio incorporado ao Direito Internacional  e começou  a fazer  lobby  nesse sentido, durante as primeiras sessões  das Nações Unidas. Afinal seus esforços  para obter o apoio de delegações e influentes líderes  nacionais foram recompensados. Em 9 de dezembro de 1948, as Nações Unidas aprovaram a Convenção sobre  o Genocídio. Depois da aprovação, Lemkin ainda dedicou o resto de sua vida a convencer os países membros a aprovarem uma legislação de apoio à Convenção.

## Leituras complementares

### Livros
- Irvin-Erickson, Douglas. Raphaël Lemkin and the Concept of Genocide. University of Pennsylvania Press, 2017. ISBN 9780812293418.
- Cooper, John. Raphael Lemkin and the Struggle for the Genocide Convention. Palgrave/Macmallin, 2008. ISBN 0-230-51691-2.
- Power, Samantha. A Problem from Hell: America and the Age of Genocide. Basic Books, 2002 (original hardcover). ISBN 0-465-06150-8. (Chapters 2–5)
- Sands, Philippe (2016). East West Street: On the Origins of "Genocide" and "Crimes Against Humanity". New York: Alfred A. Knopf. ISBN 978-0-385-35071-6
- Shaw, Martin, 'What is Genocide?'. Polity Press, 2007. ISBN 0-7456-3183-5. (Chapter 2)
- Olivier Beauvallet, Lemkin: face au génocide, (with a French translation of "The legal case against Hitler" released in 1945), Michalon, 2011– ISBN 9782841865604.
- Lemkin, Raphael (author); Frieze, Donna-Lee (editor). Totally Unofficial: The Autobiography of Raphael Lemkin (24 Jun 2013)
- Civilians in contemporary armed conflicts: Rafał Lemkin's heritage, red. nauk. Agnieszka Bieńczyk-Missala, Warszawa: Wydawnictwa Uniwersytetu Warszawskiego 2017
- A. Redzik, Rafał Lemkin (1900–1959) – co-creator of international criminal law. Short biography, Warsaw 2017, ss. 70; ISBN 978-83-931111-3-8
- A. Bieńczyk-Missala, S. Dębski (red.), Rafał Lemkin: A Hero of Humankind, The Polish Institute of International Affairs, 2010.
- A. Bieńczyk-Missala (red.), Civilians in contemporary armed conflicts: Rafał Lemkin’s heritage , Warszawa: Wydawnictwa Uniwersytetu Warszawskiego 2017

### Artigos
- A. Bieńczyk-Missala, "Raphael Lemkin's Legacy in International Law", in: M. Odello, P. Łubiński, The Concept of Genocide in International Criminal Law. Developments After Lemkin, Routledge 2020.
- Guide to the Papers of Raphael Lemkin, by Tanya Elder, at the Center for Jewish History, New York
- Hartwell, L. 2021. Raphael Lemkin: The Constant Negotiator. Negotiation Journal.https://onlinelibrary.wiley.com/doi/10.1111/nejo.12359?af=R
- Lemkin Discusses Armenian Genocide In Newly-Found 1949 CBS Interview, in: armeniapedia.org
- Totally Unofficial: Raphael Lemkin and the Genocide ConventionA study guide on Lemkin and his contributions to human rights law and activism, downloadable pdf at facinghistory.org
- Key writings of Raphael Lemkin on Genocide, 1933–1947, at preventgenocide.org
- Acts Constituting a General (Transnational) Danger Considered as Offenses Against the Law of Nations(for definitions of "barbarity" and "vandalism"), at preventgenocide.org
- Convention on the Prevention and Punishment of the Crime of Genocide
- Raphael Lemkin (1900–1959) – The Polish Lawyer Who Created the Concept of "Genocide", by Ryszard Szawłowski, in: Polish Quarterly of International Affairs (2005), 98–133.
- Elder, Tanya (dezembro de 2005). «What you see before your eyes: Documenting Raphael Lemkin's life by exploring his archival Papers,1900–1959». Journal of Genocide Research. 7 (4): 469–499. doi:10.1080/14623520500349910
- Marrus, Michael R. "Three Roads from Nuremberg"; Tablet magazine; 20 Nov. 2015.
- Winter, Jay (7 de junho de 2013). «Prophet Without Honors». The Chronicle Review: B14. Consultado em 10 de junho de 2013
- Christopher R. Browning, "The Two Different Ways of Looking at Nazi Murder" (review of Philippe Sands, East West Street: On the Origins of "Genocide" and "Crimes Against Humanity", Knopf, 425 pp., $32.50; and Christian Gerlach, The Extermination of the European Jews, Cambridge University Press, 508 pp., $29.99 [paper]), The New York Review of Books, vol. LXIII, no. 18 (24 November 2016), pp. 56–58. Discusses Hersch Lauterpacht's legal concept of "crimes against humanity", contrasted with Rafael Lemkin's legal concept of "genocide". All genocides are crimes against humanity, but not all crimes against humanity are genocides; genocides require a higher standard of proof, as they entail intent to destroy a particular group.
- A. Redzik, I. Zeman, Masters of Rafał Lemkin: Lwów school of law [w:] Civilians in contemporary armed conflicts: Rafał Lemkin's heritage, red. nauk. Agnieszka Bieńczyk-Missala, Warszawa: Wydawnictwa Uniwersytetu Warszawskiego 2017, s. 235–240.
- Ryszard Szawłowski, Raphael Lemkin (1900–1959) • The Polish Lawyer Who Created the Concept of "Genocide", The Polish Quarterly of International Affairs 2005, nr 2, s. 98–133
- Ryszard Szawłowski, Rafał Lemkin, warszawski adwokat (1934–1939), twórca pojęcia "genocyd" i główny architekt konwencji z 9 grudnia 1948 r. ("Konwencji Lemkina"). W 55-lecie śmierci, Warszawa 2015.
- Balakian, Peter (primavera de 2013). «Raphael Lemkin, Cultural Destruction, and the Armenian Genocide». Holocaust and Genocide Studies. 27 (1): 57–89. doi:10.1093/hgs/dct001 - Published on April 1, 2013
- Jacobs, Stephen Leonard (2019). «The Complicated Cases of Soghomon Tehlirian and Sholem Schwartzbard and Their Influences on Raphaël Lemkin's Thinking About Genocide». Genocide Studies and Prevention. 13 (1): 33–41. doi:10.5038/1911-9933.13.1.1594 - Source
- Weiss-Wendt, Anton (dezembro de 2005). «Hostage of politics: Raphael Lemkin on "Soviet genocide"». Journal of Genocide Research. 7 (4): 551–559. doi:10.1080/14623520500350017